# Музей Жемайтийского епископства
Музей Жемайтийского епископства (лит. Žemaičių vyskupystės muziejus) — музей, библиотека и культурный и информационный центр в городе Варняй на территории Тельшяйского самоуправления, собирающий и хранящий наследие искусства и истории Жемайтийской епархии (до 1926 года) и Тельшяйской епархии (с 1926 года) и другие музейные ценности.

## История
В первые годы христианства в Литве не было специальных учебных заведений для подготовки духовенства, а пасторскую работу выполняли иностранцы, преимущественно — поляки. Мядининкская епархия в целях преодоления нехватки священников в 1469 году учредила при кафедральном соборе школу для будущих ксендзов епархии.
Духовная семинария начала действовать в Варняй лишь в 1623 году, когда для нее стараниями епископа Станислава Кишки были построены отдельные деревянные здания. Их возвели на пригорке, где ранее отправлялись языческие обряды, позднее там построили и два кафедральных собора Мядининкской (Жямайтийской) епархии. К 1770 году было построено каменное здание семинарии, в котором будущие ксендзы учились до 1864 года, когда по решению российского царя семинарию перевели в Ковно.
В 1822 году в Варняйскую духовную семинарию поступил Мотеюс Валанчюс. В 1845—1850 годах, будучи ректором жямайтийской духовной семинарии, будущий епископ начал борьбу за трезвость, заботился о просвещении детей и взрослых, организовывал распространение литовских книг.
Здание семинарии сохранилось до наших дней. После восстановления независимости Литвы там размещались дисциплинарная рота и полк литовской армии им. князя Вайдотаса. Позднее в здании находились средняя школа, профессионально-техническое училище, общежития. В 1991—1995 годах восстановлены колокольная башня и прежняя конструкция (позднее барокко) кровли здания.
Решением правительства Литовской Республики в 1999 году здание передано Жямайтийскому музею епископства.
Рядом со зданием сохранился и сад Мотеюса Валанчюса — посаженная епископом аллея и пруд.

## Галерея

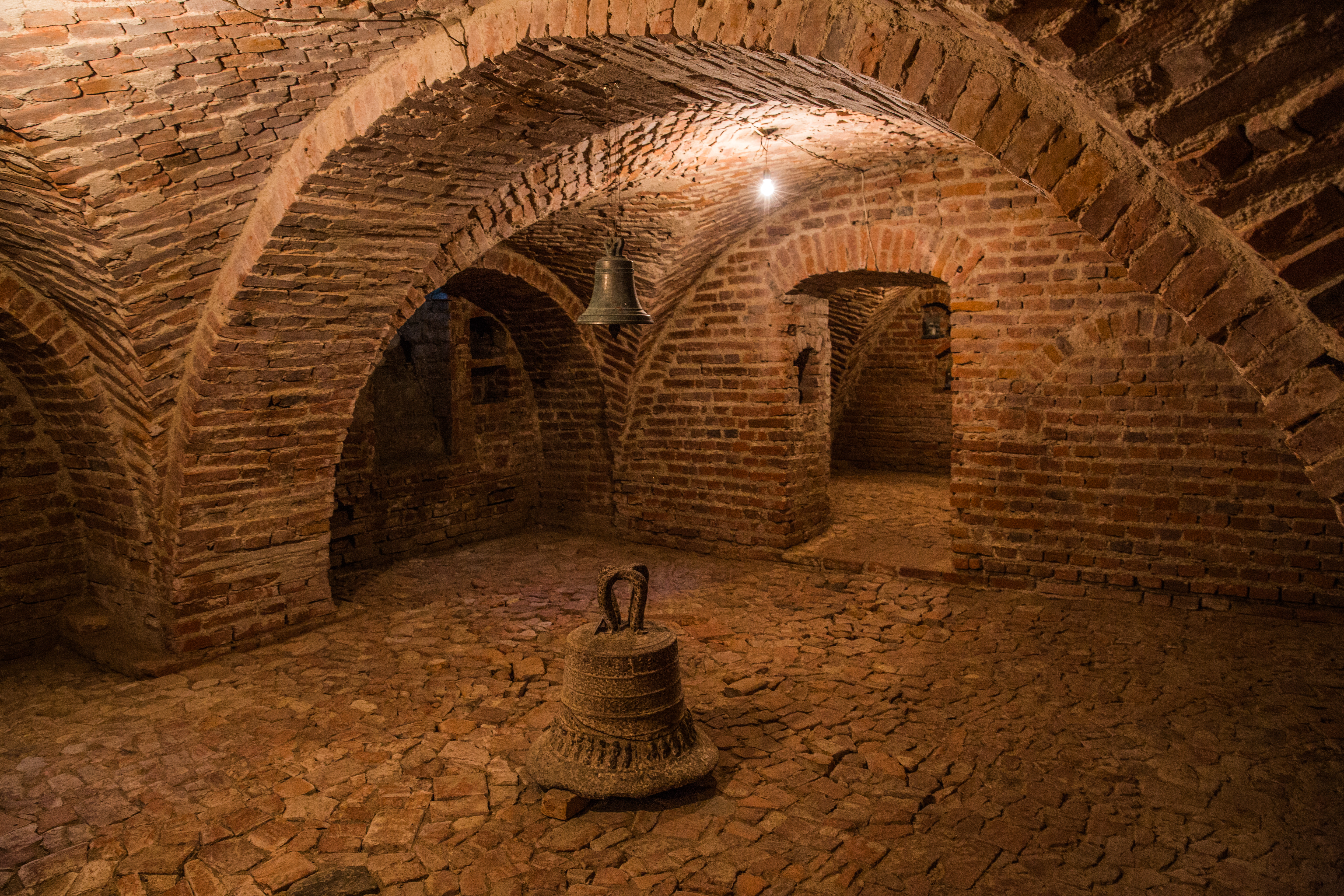
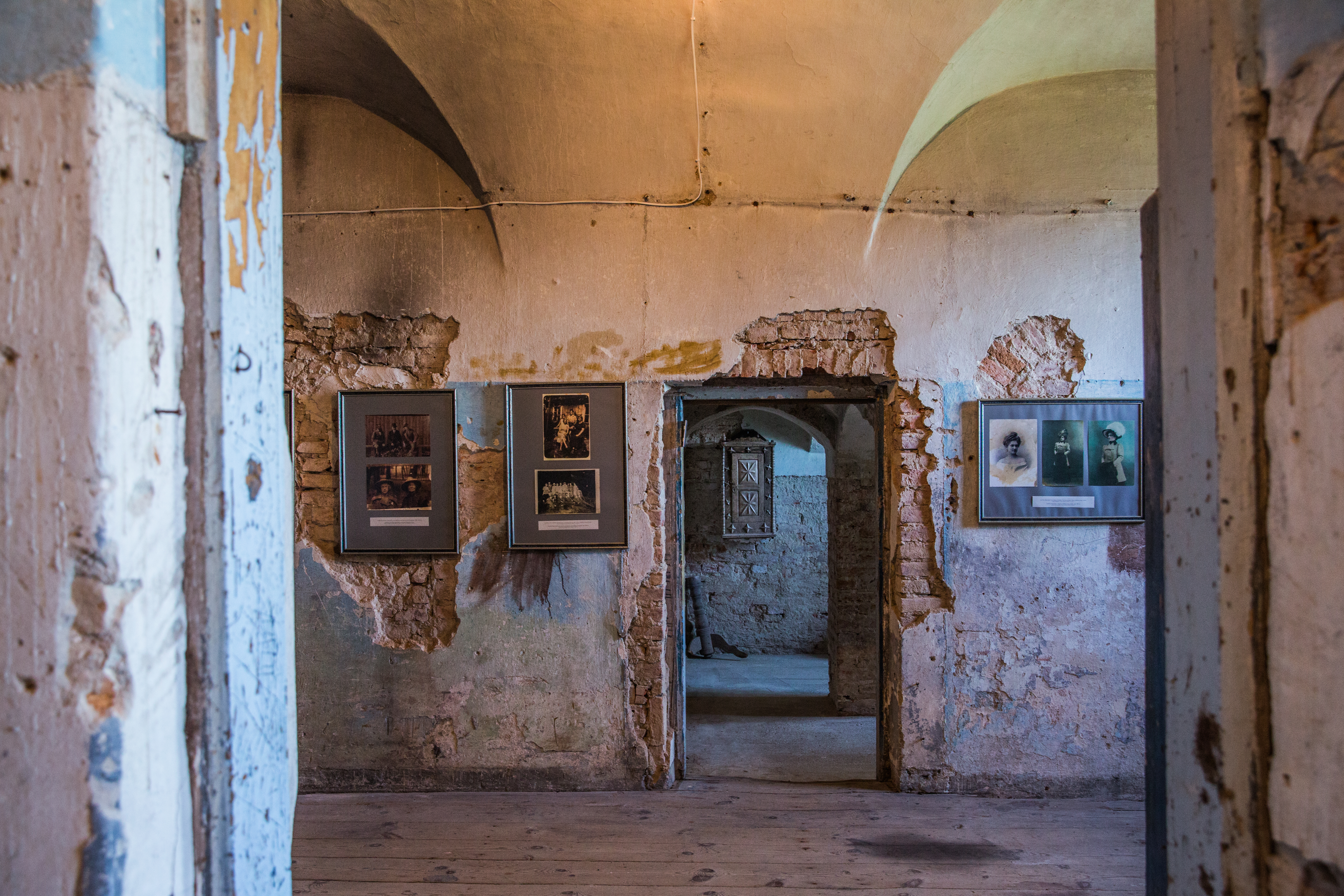
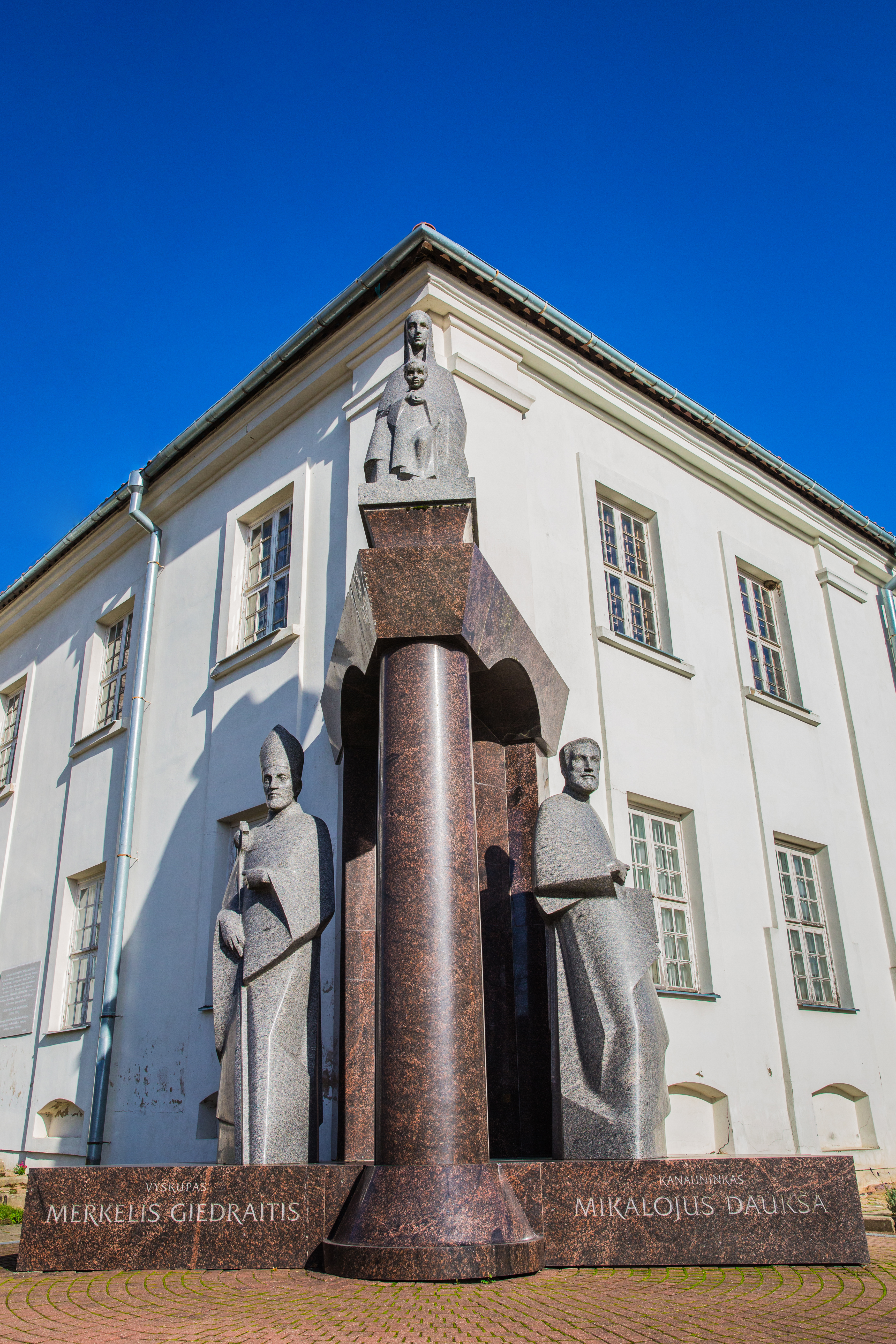